# Teatro Fontana
Il Teatro Fontana è un teatro di Milano, sede della compagnia di produzione Elsinor.

## Contesto
Il Teatro Fontata è stato costruito all'interno del Santuario di Santa Maria alla Fontana, nei cui chiostri vengono allestite performances. 

## Storia
Il Teatro Fontata è gestito da Elsinor, centro di produzione teatrale riconosciuto dal Ministero dei beni e delle attività culturali e del turismo. Oltre la sede di Milano gestisce anche il Teatro Cantiere Florida di Firenze e il Teatro Giovanni Testori a Forlì. Presidente del Centro Elsinor è Gianluca Balestra che si occupa anche della direzione artistica del Teatro Cantiere Florida di Firenze.
Dal 2000 è sede di Elsinor Teatro Stabile d’Innovazione che ne ha assunto la direzione, avviando un progetto di rinnovamento e qualificazione artistica, dando spazio ai talenti emergenti nel panorama teatrale italiano. Al centro della programmazione vi è l’attenzione al teatro dello spirito e ai linguaggi della drammaturgia contemporanea, il confronto con la tradizione e le nuove prospettive di lettura dei testi classici, nonché la programmazione di spettacoli per bambini. Ne è sintomo la rassegna SEGNALI, Festival di teatro per le nuove generazioni, giunto alla XXXIV
Nel corso degli anni, il Teatro Fontana è diventato punto di riferimento per il quartiere e la città. La programmazione proposta spazia da appuntamenti serali, a matinée dedicate alle scolaresche, fine settimana dedicati a spettacoli per le famiglie e un festival jazz. Le linee guida del teatro mirano a tutelare il classico e a valorizzare il contemporaneo, tradizione e innovazione, scrittura e riscrittura, drammaturgie originali e testi appartenenti al patrimonio culturale comune:.
Tante e differenziate sono le proposte artistiche: la prosa serale, gli spettacoli in matinée per le scuole, i weekend dedicati alle famiglie, il festival Jazz e le rassegne di danza contemporanea sono attività che nel corso della stagione attraggono un pubblico eterogeneo e variegato. Oltre ad un solido progetto educativo offriamo intrattenimento culturale di alta qualità grazie ad un’attenta scelta degli spettacoli ospiti e al grande sforzo produttivo compiuto annualmente per offrire alla città sempre nuove visioni. 
Il lavoro sul territorio si affianca a quello compiuto a livello nazionale dalle tournée firmate Elsinor che toccano i principali teatri italiani. Le linee guida del teatro mirano a tutelare i classici lasciando spazio alla drammaturgia contemporanea, combinando tradizione e innovazione, scrittura e riscrittura e inserendo in cartellone drammaturgie originali e testi appartenenti al patrimonio culturale comune. 
Negli anni è stata incrementa in qualità e quantità la progettualità, offrendo alla città nuove ed interessanti occasioni di spettacolo e dando spazio ai talenti emergenti nel panorama teatrale italiano. Tante le proposte fra produzioni di teatro di prosa, teatro per i ragazzi, ospitalità, formazione, residenze artistiche e progetti internazionali che creano un itinerario nella tradizione aprendo però dei varchi sulla drammaturgia contemporanea. 
È da segnalare la rassegna di nuova drammaturgia ITACA. 

## Direzione artistica
Dal 2012 la direttrice artistica del Teatro Fontana è Rossella Lepore. La direzione artistica si prefigge come obiettivo tutelare il classico e la tradizione, i testi appartenenti al patrimonio culturale comune, promuovendo al tempo stesso l'innovazione e dando voce alle drammaturgie originali o alle riscritture. 

## Produzioni teatrali
- La grande abbuffata, Michele Sinisi
- L'operazione, Rosario Lisma
- Platonov, Il mulino di Amleto
- Very Shorts, Marco Lorenzi/Eleonora Diana
- Irma Kohn è stata qui, Pablo Solari
- Cenacolo 12+1, Michele Sinisi
- La masseria delle allodole, Michele Sinisi
- Allegra era la vedova?, Gianni Gori
- Sogno di una notte di mezza estate, Filippo Renda
- Il mercante di Venezia, Filippo Renda
- I promessi sposi, Michele Sinisi
- Il misantropo, Monica Conti
- Vangelo secondo Lorenzo, Leo Muscato
- Miseria&Nobiltà, Michele Sinisi
- L'uomo, la bestia e la virtù, Monica Conti
- Yves Montand, Gennaro Cannavacciuolo
- Volare, Gennaro Cannavacciuolo
- Il mio nome è Milly, Gennaro Cannavacciuolo
- Gran Varietà, Gennaro Cannavacciuolo
- Macbeth, William Shakespeare.
- Le intellettuali, Monica Conti
- Uno, nessuno e centomila, Roberto Trifirò
- Il piacere dell'onestà, Roberto Trifirò
- Memorie del sottosuolo, Roberto Trifirò
- Rosencratz e Guildenstern sono morti, Letizia Quintavalla/Bruno Stori
- Patrice Balbina's change encounter whit the end of the world, Odette Bereska
- Dramma industriale (Firenze, 1953), Giovanni Ortoleva/Riccardo Favaro
- Černobyl', Federico Bellini
- I masnadieri, Friedrich Schiller
- Family, a Modern Musical Comedy, Gipo Gurrado
- La ferocia, VicoQuartoMazzini
- Come gli uccelli, Marco Lorenzi/Il mulino di Amleto
- Edipo a Colono, Gigi Ghezzi
- Sei personaggi in cerca d'autore di Luigi Pirandello, Michele Sinisi
- Festen, Thomas Vinterberg, Mogens Rukov & Bo Hr. Hansen
- Tradimenti, Michele Sinisi
- Paradiso, Simone Cristicchi
- Zio Vanja, Simona Gonella
- Le rane, Marco Cacciola
- Mis Smarco, Valentina Illuminati
- L'ultimo animale, Caterina Filograno
- Cross the line, Compagnia Rodisio
- Frankenstein, Ivonne Capece
- Supermarket, a Modern Musical Tragedy, Gipo Gurrado
- Farsi silenzio, Marco Cacciola
- Sdisore', Michele Maccagno
- Bar Blues, Federica Bognetti
- The Jockerman, Michele Maccagno
- Io sono. Solo. Amleto, Marco Cacciola
- Il migliore dei mondi, Michele di Giacomo
- Terra matta, Vincenzo Rabito
- La storia della colonna infame, Stefano Braschi
- Now!| Riccado III, Michele Sinisi
- 1 e 95, Giuseppe Scoditti
- Amleto, Michele Sinisi
- Storia di un no, Annalisa Arione e Dario De Falco
- Oggi, Annalisa Arione e Dario De Falco
- Edipo, Michele Sinisi